# Gerald Gerlach

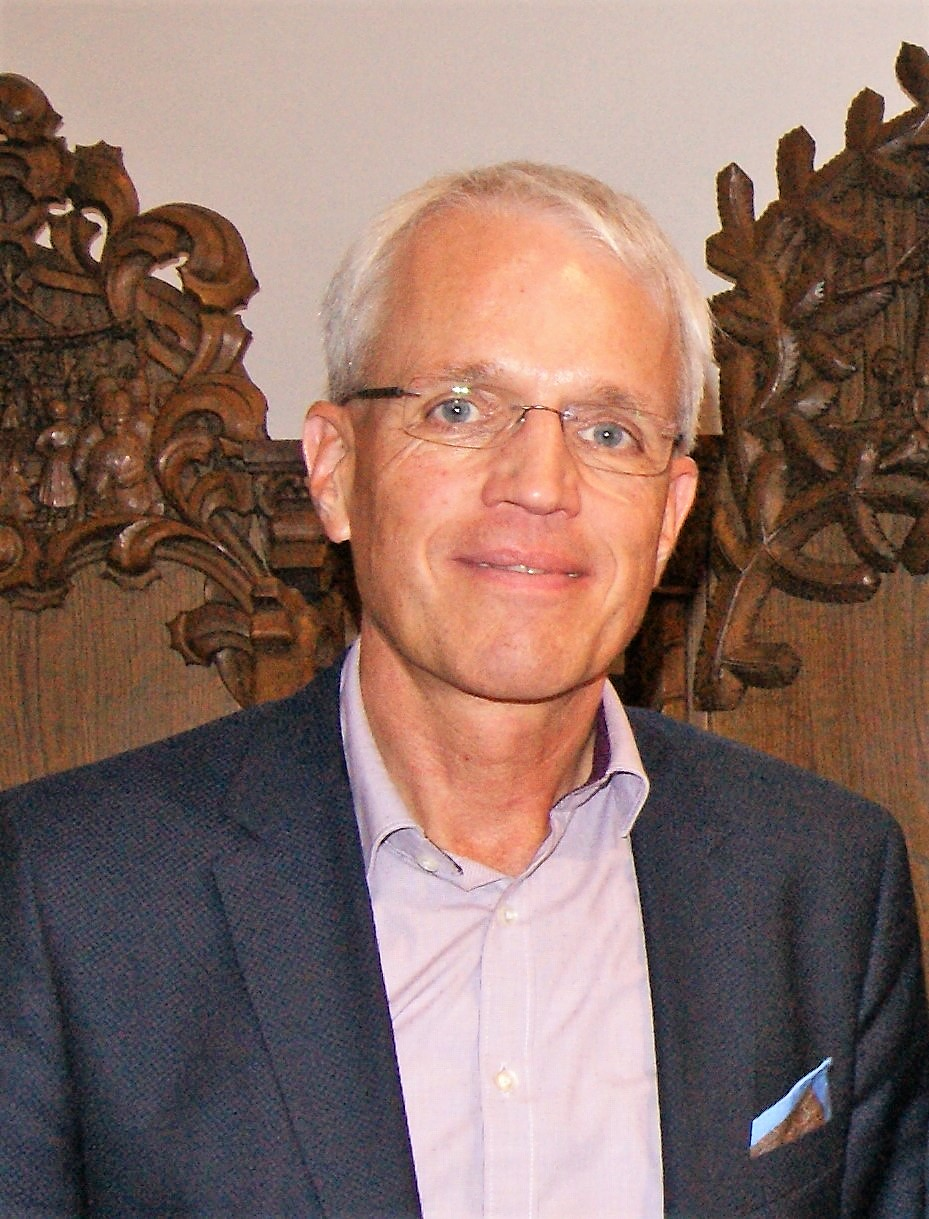
Gerald Gerlach (2017)

Gerald Gerlach (* 8. Januar 1958 in Ebersbach/Sa. / Oberlausitz) ist ein deutscher Elektrotechnikingenieur und Universitätsprofessor.

## Leben
Gerald Gerlach wurde 1958 in Ebersbach geboren, sein Vater war Bauingenieur. Von 1964 bis 1972 besuchte er in Dresden die Polytechnische Oberschule und wechselte 1972 auf die Erweiterte Oberschule/Spezialschule für elektronische Industrie „Martin Andersen Nexö“. Dort legte er 1976 das Abitur ab. Anschließend leistete er im Rahmen der allgemeinen Wehrpflicht den 18-monatigen Grundwehrdienst als Funkorter. Im Jahr 1978 begann er ein Studium der Elektrotechnik / Informationstechnik an der Technischen Universität Dresden. Seinen akademischen Abschluss als Diplom-Ingenieur erlangte er 1983 mit dem Prädikat „mit Auszeichnung“ in der Fachrichtung Akustik und Messtechnik.
Seinem Studium folgten von 1983 bis 1992 Industrietätigkeiten in der Forschung und Entwicklung – zuerst im Messgerätewerk Zwönitz (MGW) und anschließend in den Geräte- und Regler-Werken Teltow (GRW). Dabei war er maßgeblich an der Entwicklung neuartiger piezoresistiver Drucksensoren für kleine Messdrücke (MGW Zwönitz) zur Anwendung in der Biomedizin bzw. für die industrielle Prozessmesstechnik (GRW Teltow) beteiligt.
Gerlach promovierte 1987 an der TU Dresden als externer Doktorand unter Betreuung von Arno Lenk mit dem Thema Integrierte piezoresistive Biegeplattendruckwandler kleiner Nenndrücke zum Doktor-Ingenieur. Im Jahr 1990 folgte, wiederum als Externer, seine Dissertation B für die Promotion zum Doktor der Wissenschaften mit einer Schrift über Mechanische Störeinflüsse an integrierten piezoresistiven Drucksensoren kleiner Nenndrücke; diese wurde von der TU Dresden 1991 als Habilitation anerkannt.
Im Jahr 1993 wurde Gerald Gerlach zum Professor für Technologien der Feinwerktechnik an die Fakultät Elektrotechnik der TU Dresden berufen. Im Jahr 1996 erhielt er dann den Ruf auf die Professur für Festkörperelektronik an der gleichen Fakultät. Seitdem nimmt er auch die Position des Direktors des Instituts für Festkörperelektronik ein.
Von 1994 bis 1997 und von 2012 bis 2015 war Gerlach gewählter Prodekan und von 1997 bis 2000 Dekan in der Fakultät Elektrotechnik und Informationstechnik. Von 2009 bis 2012 und von 2015 bis 2020 war er Studiendekan für den Studiengang Elektrotechnik. In den Jahren 2001 und 2002 weilte er als Gastprofessor in den USA an der University of California, Los Angeles (UCLA).
Gerlach war bzw. ist Sprecher mehrerer DFG-finanzierter Graduiertenkollegs an der TU Dresden:
- „Sensorik“ (1995 – 2004)
- „Nano- und Biotechniken für das Packaging elektronischer Systeme“ (12 Professoren aus 4 Fakultäten der TU Dresden, 20 Doktorandenstellen)
- „Hydrogel-basierte Mikrosysteme“ (8 Professoren aus 3 Fakultäten der TU Dresden, 14 Doktorandenstellen)

Im August 2020 wurde er im Rahmen der Amtsübernahme Ursula M. Staudingers als Rektorin der TU Dresden als neuer Prorektor Bildung vorgestellt und löste damit Hans Georg Krauthäuser ab. Aus gesundheitlichen Gründen trat er im März 2021 von seinem Amt als Prorektor zurück.

## Forschungsschwerpunkte
Schwerpunkte der Forschung von Gerald Gerlach sind die physikalische Wirkungsweise, die Materialien, die Herstellung und Anwendungen von festkörperelektronischen Sensoren, insbesondere:
- Pyroelektrische Sensoren und Sensorsysteme für die berührungslose Pyrometrie und die Wärmebilderkennung
- Infrarotmesstechnik
- Siliziumsensoren zur Messung mechanischer Größen, der Feuchte, von Gas- und Lösungskonzentrationen
- Halbleitertechnologie und Mikrosystemtechnik
- Funktionale, insbesondere sensorische Dünnschichten
- Modellierung und Simulation komplexer und heterogener Systeme in der Sensorik und Mikrosystemtechnik.

## Leitung nationaler und internationaler Tagungen
Gerald Gerlach war wissenschaftlicher Leiter einer Vielzahl nationaler sowie internationaler Tagungen und Kongresse:
- VDE-Kongress, Berlin 2004 (1500 Teilnehmer)
- Eurosensors XXII Conference, Dresden 2008 (General Chair and Program Committee Chair, 550 Teilnehmer)
- IRS2 Infrared Sensors and Systems; Dresden, Erfurt bzw. Nürnberg (1997, 2000, 2002, 2004, 2006, 2008, 2009, 2011, 2013, 2015, 2017, ca. 120 … 150 Teilnehmer)
- AMA-Conference SENSOR 2017 (gemeinsam mit Reinhard Lerch, ca. 300 Teilnehmer)
- GMA/ITG-Tagungen „Sensoren und Messsysteme“ 2000, 2004, 2008, 2012, 2016 (gemeinsam mit Franz Mesch bzw. Reiner Tutsch; ca. 220 … 300 Teilnehmer)
- APMM 2019 – Active Polymeric Materials and Microsystems, Dresden 2019.

## Mitarbeit in wissenschaftlich-technischen Gremien
Gerald Gerlach hat in verschiedenen nationalen und internationalen wissenschaftlich-technischen Gremien mitgearbeitet:
Fakultätentag Elektrotechnik und Informationstechnik (FTEI) 
- 1996–1998 Erster Stellvertreter des Vorsitzenden und Vorsitzender der Ständigen Kommission

VDI/VDE-Gesellschaft für Mess- und Automatisierungstechnik (GMA), Düsseldorf und Frankfurt a. M.
- 1996–2015 Mitglied des Beirats
- 1996–2000 Leiter des Fachbereichs 2 „Messverfahren, Aufnehmer, Sensoren“ (jetzt „Prozessmesstechnik und Strukturanalyse“)
- 2001–2007 Stellvertretender Vorsitzender
- 2007–2010 Vorsitzender auf Bundesebene
- 2010–2015 Mitglied des Vorstandes

Deutsche Forschungsgemeinschaft (DFG) 
- 2000–2004 gewählter Fachgutachter der DFG für das Fachgebiet Mikrosystemtechnik
- 2000–2008 gewählter Fachgutachter der DFG für das Fachgebiet Messtechnik, Wiederwahl 2004 als Fachkollegiat
- 2008–2010 Mitglied des Senatsausschusses und des Bewilligungsausschusses für Graduiertenkollegs
- 2011–2017 Mitglied des Senats und des Hauptausschusses der DFG
- 2012–2017 Mitglied des Senatsausschusses und des Bewilligungsausschusses für Sonderforschungsbereiche

Arbeitskreis der Hochschullehrer für Messtechnik e.V. (AHMT)
- 2001–2004 stellvertretender Vorsitzender
- 2005–2006 Vorsitzender auf Bundesebene

Verband Elektrotechnik, Elektronik, Informationstechnik (VDE) 
- 2002–2010 Vorsitzender des VDE-Ausschusses Ingenieurausbildung
- 2003–2009 Mitglied des Präsidiums des VDE
- 2011–2014 stellvertretender Vorsitzender
- seit 2004 Vorsitzender des Arbeitskreises Mikroelektronik des VDE-Bezirksvereins Dresden

EUREL (Convention of National Societies of Electrical Engineers of Europe) 
- 2006–2007 Vize-Präsident
- 2007–2008 Präsident

DVT (Deutscher Verband Technisch-Wissenschaftlicher Vereine) 
- 2013–2015 Vorsitzender
- seit 2015 Mitglied des Vorstandes

## Mitgliedschaft in Herausgebergremien wissenschaftlicher Zeitschriften
- seit 1999 Mitglied des wissenschaftlichen Beirats der Zeitschrift Technisches Messen
- seit 2012 Associate Editor-in-Chief, IEEE Sensors Journal
- seit 2012 Chief Editor, JSSS Journal of Sensors and Sensor Systems

## Mitgliedschaft in Kuratorien und wissenschaftlichen Beiräten
- Kuratorium des Deutschen Zukunftspreises beim Bundespräsidenten der Bundesrepublik Deutschland (2013–2016)
- Fraunhofer-Institut für Elektronenstrahl- und Plasmatechnik (FEP), Dresden
- Fraunhofer-Institut für Photonische Mikrosysteme (IPMS), Dresden
- Kurt-Schwabe-Institut für Mess- und Sensortechnik e. V., Meinsberg
- CiS Forschungsinstitut für Mikrosensorik GmbH, Erfurt

## Ehrungen und Preise
- 09/1992 Auszeichnung mit dem Fitz-Winter-Preis 1992 der Fritz-Winter-Stiftung
- 06/1995 Best Poster Award: Transducers 95/Eurosensors IX, Stockholm 1995
- 09/2002 Best Oral Presentation Award: Eurosensors XVI, Prag 2002
- 03/2006 Ehrenplakette des VDI (Verein Deutscher Ingenieure)
- 03/2011 VDE Ehrenmedaille
- 10/2014 VDE-Ehrenmitglied
- 2016, 2017 Anerkennungen im Rahmen der Lehrpreise der Gesellschaft der Freunde und Förderer der TU Dresden e.V.

## Trivia
Gerlach lässt in seinen Klausuren an der TU Dresden einen selbst gestalteten Spickzettel in Größe eines DIN-A4-Blattes zu. Gut organisierte Spickzettel unterstützen seiner Meinung nach die Durchdringung des Klausurstoffes. Die besten Spickzettel, die er auf Grund ihrer Qualität in seine bisher auf etwa 1000 Exemplare umfassende Sammlung aufgenommen hat, hat er prämiert. Eine Auswahl an Spickzetteln war 2019 in der Ausstellung Spicken erlaubt im Penck-Hotel sowie in der SLUB Dresden zu sehen. Im Rahmen der Ausstellung erschien zudem der Begleitkatalog Spicken erlaubt! Einfach schöne Spickzettel.

## Veröffentlichungen
Gerald Gerlach ist Erfinder bzw. Miterfinder von mehr als 55 Patenten, die im In- und Ausland angemeldet wurden. Er ist außerdem Autor bzw. Ko-Autor von mehr als 230 Aufsätzen in wissenschaftlichen Zeitschriften. Außerdem hat er als (Ko-)Autor und (Ko-)Herausgeber mehrere Fachbücher veröffentlicht:
- Gerald Gerlach, Wolfram Dötzel (Hrsg.): Grundlagen der Mikrosystemtechnik. Hanser, München; Wien 1997, ISBN 978-3-446-18395-7.
- Gerald Gerlach (Hrsg.): Infrarot-Sensoren und -systeme. 5. Fachtagung mit Ausstellung: Infrared sensors and systems, IRS2 97, 8 – 9. September 1997, Dresden. Technische Universität Dresden, Institut für Festkörperelektronik. Univ. Press, Dresden 1997, ISBN 978-3-931828-66-0.
- Gerald Gerlach (Hrsg.): Sensorik – Forschungsergebnisse des Graduiertenkollegs. w.e.b.-Univ.-Verlag,  Dresden 1997 und 2000.
- Gerald Gerlach, Wolfram Dötzel: Einführung in die Mikrosystemtechnik – ein Kursbuch für Studierende; mit 49 Beispielen sowie 54 Aufgaben. Fachbuchverlag Leipzig im Carl-Hanser-Verlag,   München; Wien 2006, ISBN 978-3-446-22558-9.
- Gerald Gerlach, Wolfram Dötzel: Introduction to microsystem technology – A guide for students. Transl. by Dörte Müller. Wiley, Chichester, West Sussex, England 2008, ISBN 978-0-470-05861-9.
- Gerald Gerlach; Wolfram Dötzel: Introduction to Microsystem Technology – A Guide for Students. Transl. by Dörte Müller. John Wiley & Sons, New York 2008, ISBN 978-0-470-77092-4.
- Gerald Gerlach, Karl-Friedrich Arndt (ed.): Hydrogel sensors and actuators – engineering and technology. Springer, Berlin; Heidelberg 2009, ISBN 978-3-642-26084-1.
- Gerald Gerlach, Peter Hauptmann (Hrsg.): 9. Dresdner Sensor-Symposium. 7. – 9. Dezember 2009, Dresden. TUDpress, Dresden 2009, ISBN 978-3-941298-44-6.
- Gerald Gerlach (ed.), Karl-Friedrich Arndt: Hydrogel Sensors and Actuators – Engineering and Technology. Springer, Berlin; Heidelberg 2010, ISBN 978-3-540-75645-3.
- Helmut Budzier, Gerald Gerlach: Thermische Infrarotsensoren – Grundlagen für Anwender. Wiley-VCH, Weinheim 2010, ISBN 978-3-527-40960-0.
- Helmut Budzier, Gerald Gerlach: Thermal Infrared Sensors – Theory, Optimization and Practice. John Wiley & Sons 2011.
- Klaus-Jürgen Wolter, M. Bieberle, Helmut Budzier, Gerald Gerlach, T. Zerna: Zerstörungsfreie Prüfung elektronischer Baugruppen mittels bildgebender Verfahren. Templin: Verlag Dr. Markus A. Detert 2012.
- Gerald Gerlach, Klaus-Jürgen Wolter (ed.): Bio and Nano Packaging Techniques for Electron Devices – Advances in Electronic Device Packaging. Springer, Berlin; Heidelberg 2012, ISBN 978-3-642-28521-9, Online: ISBN 978-3-642-28522-6.

Gerlach ist weiterhin (Ko-)Autor einer Reihe von Buchkapiteln:
- G. Gerlach: Mikromechanik. In: W. Krause (Hrsg.): Konstruktionselemente der Feinmechanik. Abschn. 14. Berlin: Verlag Technik 1989 und München, Wien: Carl Hanser Verlag 1989. 736–747; 2., überarbeitete Auflage. München, Wien: Carl Hanser Verlag 1993. 736–757; 3., stark bearbeitete Auflage. München, Wien: Carl Hanser Verlag 2004. 736–758; 4., vollständig überarbeitete und erweiterte Auflage. München: Carl Hanser Verlag 2018. 989–1017.
- G. Gerlach, M. Tierok: Fertigung elektronischer und mikromechanischer Baugruppen. In: W. Krause (Hrsg.): Fertigung in der Mikro- und Feinwerktechnik. München, Wien: Carl Hanser Verlag 1995.
- G. Suchaneck, M. Guenther, G. Gerlach, K. Sahre, K.-J. Eichhorn, B. Wolf, A. Deyneka, L. Jastrabik: Ion-induced chemical and structural modification of polymer surfaces. Chapter 16. In: R. d’Agostino, P. Favia, C. Oehr, M. R. Wertheimer (eds.): Plasma Processes and Polymers. Weinheim: Wiley-VCH Verlag 2005.
- H. Bousack, H. Budzier, G. Gerlach, H. Schmitz: Photomechanic IR receptors in pyrophilous beetles and bugs. In: O. Karthaus (Ed.): Biomimetics in Photonics. Boca Raton, London, New York: CRC Press 2013. 117–139.
- T. Wallmersperger, A. Atteran, K. Keller, J. Brummund, M. Guenther, G. Gerlach: Modeling and simulation of hydrogels for the application as bending actuators. In: G. Sadowski, W. Richtering (eds.): Intelligent Hydogels. Progress in Colloid and Polymer Science, Vol. 140. Cham u. a.: Springer 2013. 189–204.
- M. Guenther, T. Wallmersperger, K. Keller, G. Gerlach: Swelling behaviour of functionalized hydrogels for application in chemical sensors. In: G. Sadowski, W. Richtering (Eds.): Intelligent Hydogels. Progress in Colloid and Polymer Science, Vol. 140. Cham u. a.: Springer 2013. 265–273.
- G. Suchaneck, O. Pakhomov, G. Gerlach: Electrocaloric Cooling. In: O. Ekren (Ed.): Refrigeration. Chapter 2. Rijeka: InTech 2017. 19–43.
- H. Budzier, G. Gerlach: Passive Thermography, Thermal Imaging. In: N. Ida, N. Meyendorf (Eds.): Handbook of Advanced Non-Destructive Evaluation. Springer International Publishing, doi:10.1007/978-3-319-30050-4_12-1.
- H. Budzier, G. Gerlach: Active Thermography. In: N. Ida, N. Meyendorf (Eds.): Handbook of Advanced Non-Destructive Evaluation. Springer International Publishing, doi:10.1007/978-3-319-30050-4_13-1.
- G. Suchaneck, A. Eydam, G. Gerlach: Thermal Wave Techniques. In: N. Ida, N. Meyendorf (Eds.): Handbook of Advanced Non-Destructive Evaluation. Springer International Publishing, doi:10.1007/978-3-319-30050-4_15-1.

Außerdem hat Gerlach folgende Sammelbände herausgegeben:
- G. Gerlach (Hrsg.): Infrarot-Sensoren und -systeme. 5. Fachtagung mit Ausstellung: Infrared Sensors and Systems, IRS2 97, 8 – 9 September 1997, Dresden. Technische Universität Dresden, Institut für Festkörperelektronik. Univ. Press, Dresden 1997, ISBN 978-3-931828-66-0.
- G. Gerlach (Hrsg.): Sensorik – Forschungsergebnisse des Graduiertenkollegs. w.e.b.-Univ.-Verlag, Dresden 1997 und 2000.
- G. Gerlach (Hrsg.): Proceedings/IRS2 2000. AMA Service, Wunstorf 2000.
- G. Gerlach (Hrsg.): Proceedings/IRS2 2002. AMA Service, Wunstorf 2002.
- G. Gerlach (Gesamtleitung): Innovationen für Menschen. 18. – 20. Oktober 2004, Berlin. 2 Bände. VDE-Verlag, Berlin; Offenbach 2004, ISBN 978-3-8007-2827-5.
- G. Gerlach, H. Kaden (Hrsg.): Neue Herausforderungen und Anwendungen in der Sensortechnik. 7. Dresdner Sensor-Symposium, 12. – 14. Dezember 2005, Dresden. TUDpress, Dresden 2005, ISBN 978-3-938863-29-9.
- G. Gerlach, P. Hauptmann (Hrsg.): Sensoren für Umwelt, Klima und Sicherheit; Biosensoren und Biosysteme. 8. Dresdner Sensor-Symposium, 10. – 12. Dezember 2007, Dresden. TUDpress, Dresden 2007, ISBN 978-3-940046-45-1.
- G. Gerlach (Hrsg.): Book of Abstracts. Eurosensors 2008, Dresden, Germany, 7 – 10 September 2008. VDI/VDE-Ges. Mess- und Automatisierungstechnik, Düsseldorf; Techn. Univ., Solid State Electronics Laboratory, Dresden 2008, ISBN 978-3-00-025218-1.
- G. Gerlach, P. Hauptmann (Hrsg.): 9. Dresdner Sensor-Symposium. 7. – 9. Dezember 2009, Dresden. TUDpress, Dresden 2009, ISBN 978-3-941298-44-6.
- G. Gerlach, A. Schütze (Hrsg.): Miniaturisierte analytische Verfahren Hochtemperatur-Sensoren. 10. Dresdner Sensor-Symposium, 5. – 7. Dezember 2011, Dresden. TUDpress, Dresden 2011, ISBN 978-3-942710-53-4.
- G. Gerlach, U. Marschner, E. Starke (Hrsg.): Nichtelektrische Netzwerke – wie die Systemtheorie hilft, die Welt zu verstehen. TUDpress, Dresden 2015, ISBN 978-3-95908-025-5.